# Конклав 1799—1800 годов
Папский Конклав 1800 года последовал за смертью папы римского Пия VI 29 августа 1799 года и привёл к избранию 14 марта 1800 года Джорджо Барнабы Луиджи Кьярамонти, более известного, как папа римский Пий VII. Его резиденция находилась в это время в Венеции, это был последний Конклав, который проходил вне Рима. Этот период был отмечен неуверенностью для папы римского и Римско-католической церкви после завоевания Папской области и пленения Пия VI французской  Директорией.

## Конклав
С потерей Ватикана и другой временной власти папы римского, кардиналы были поставлены в затруднительное положение. Они были вынуждены созвать Конклав в Венеции, что сделало Конклав последним до сегодняшнего времени проведённым вне Рима. Это следовало из постановления, выпущенного Пием VI в 1798 году, в котором было заявлено, что Конклав в такой ситуации будет проведен в городе, в котором живёт самое большое число кардиналов. Резиденцией Конклава был выбран Бенедиктинский монастырь Сан-Джорджо. Город, наряду с другими североитальянскими землями, находился в это время под господством Австрии, чей император согласился покрыть затраты на проведение Конклава.
Сначала в выборах приняло участие тридцать четыре кардинала, но позже прибыл кардинал Херзан фон Гарраш, который был также императорским специальным уполномоченным, и использовал вето императора Франца II дважды. Эрколе Консальви был почти единодушно выбран секретарём Конклава, он позже использует своё влияние на выбор нового папы.
С начала 30 ноября 1799 года до марта 1800 года кардиналы не могли выбрать между тремя кандидатами. Карло Беллисоми казался уверенным победителем, с широкой поддержкой кардиналов, но был непопулярен среди австрийских кардиналов, которые предпочитали Маттеи, поэтому на Беллисоми было наложено вето. Конклав добавил третьего возможного кандидата кардинала Гиацинта Сигизмунда Гердила, но на него также было наложено вето Австрией. Поскольку Конклав тянулся третий месяц кардинал Мори, предложил нейтрального Кьярамонти который, пользуясь мощной поддержкой секретаря Конклава, был избран папой.
граф Барнаба Луиджи Кьярамонти был в то время епископом Имолы в Цизальпинской Республике. Он остался на месте после занятия его епархии армией Бонапарта в 1797 году и произнёс речь, в которой заявил, что хорошие христиане могут быть хорошими демократами, речь, названную «якобинской» самим Бонапартом.
Все еще из-за нахождения в Венеции, с папской коронацией поспешили. Из-за отсутствия папских сокровищ дворяне города сделали известную Папскую Тиару из папье-маше. Она была украшена их собственными драгоценными камнями. Кьярамонти был объявлен папой римским Пием VII и коронован 21 марта. Австрийское правительство, которое все еще предпочитало Маттеи, отказалось от использования Сан-Марко, так что Пий VII был коронован в монастыре Сан-Джорджо.

## Уникальность Конклава

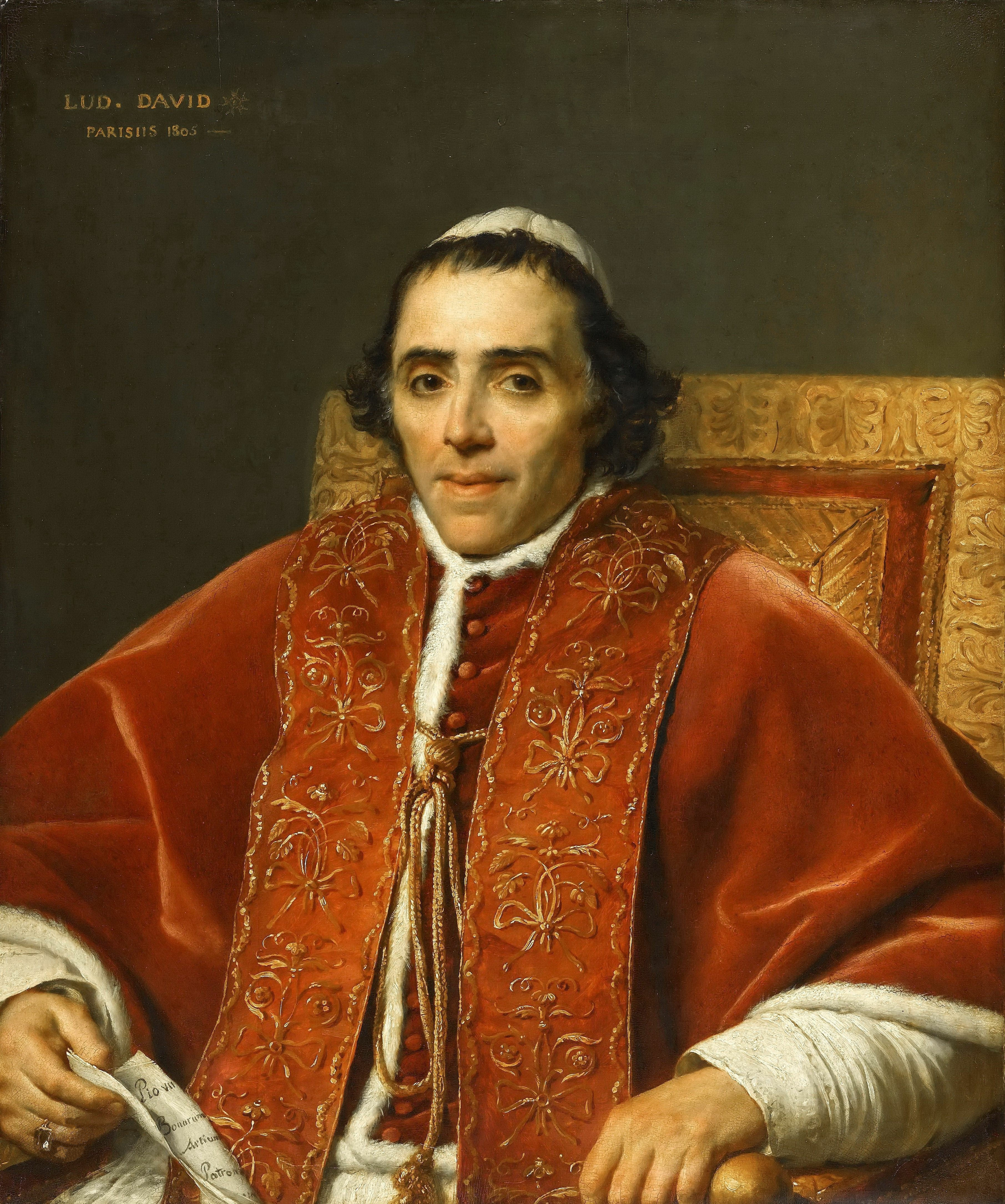
Пий VII

Конклав 1800 года отличался по нескольким причинам от других, происходивших до него и после. Это последний конклав, который был проведён вне Рима, в данном случае в Венеции. Фактически, все другие Конклавы, начиная с Великой Схизмы (1378 год) были проведены в Риме.
Конклав проводился самым малым числом кардиналов с 1534 года, их было всего 34. Церковь (в частности, из-за разрушений революции) имела только всего 45 кардиналов, самое малое число, начиная с 31 кардинала в 1513 году.
Конклав продолжался 105 дней (30 ноября—14 марта). Это был самый продолжительный Конклав, после предыдущего, который продолжался 133 дня, с 5 октября 1774 года по 15 февраля 1775 год.
Конклав был также уникален и тем, что Австрийская империя, которая тогда включала и Венецию, наложила вето на двух кандидатов (это было одной из причин его продолжительности). Это была общепринятая практика католических властей Испании, Франции и Австрии — быть способными наложить вето на какого-либо кандидата на папство.